# كابا دياوارا
كابا دياوارا (16 ديسمبر 1975

 في طولون) (بالفرنسية: Kaba Diawara)‏ لاعب كرة قدم غيني الجنسية فرنسي المولد يلعب حاليا لصالح نادي الدرجة الثانية أرليه أفينيون الفرنسي منذ 2009 في مركز المهاجم .
لعب دياوارا في أندية طولون الفرنسي (1993-1994) بوردو الفرنسي (1994-1998) رين الفرنسي بالإعارة (1998) آرسنال الإنجليزي (1999) مرسيليا الفرنسي (1999) باريس سان جيرمان الفرنسي (2000-2003) بلاكبيرن روفرز الإنجليزي بالإعارة (2001) وست هام يونايتد الإنجليزي بالإعارة (2001) راسينغ فيرول الإسباني بالإعارة (2002) نيس الفرنسي بالإعارة (2002-2003) الغرافة القطري (2003-2004) الخريطيات القطري (2005) الهلال السعودي (2005-2006) جازيانتيب سبور التركي (2006-2007) أنقرة غوجو التركي (2008) ألكي لارنكا القبرصي (2008-2009) .
ساهم دياوارا في تتويج نادي بوردو ببطولة دوري الدرجة الأولى موسم 1998/1999 .
على الرغم من مشاركة دياوارا مع منتخب فرنسا للشباب تحت 21 سنة إلا أنه فضل عليه منتخب بلاد آباه غينيا حيث تعتبر أبرز محطاته تسجيل هدفين في بطولة كأس الأمم الأفريقية لكرة القدم 2006 التي أقيمت في مصر . الأول كان في مرمى منتخب تونس في المباراة الثالثة من الدور الأول وانتهت بالفوز 3/0 والهدف الثاني في مرمى منتخب السنغال في الدور الربع النهائي ولكنه خسر 2/3 . منذ سنة 2004 شارك دياوارا في 13 مباراة دولية مسجلا 6 أهداف .

## روابط خارجية
- كابا دياوارا على موقع الاتحاد الدولي (مؤرشف)  (الإنجليزية)
- كابا دياوارا على موقع اتحاد تركيا (لاعب) (الإنجليزية)
- كابا دياوارا على موقع رابطة كرة القدم الفرنسية للمحترفين (الإنجليزية)
- كابا دياوارا على موقع قاعدة بيانات كرة القدم.إي يو (الإنجليزية)
- كابا دياوارا على موقع ليكيب (الفرنسية)
- كابا دياوارا على موقع ناشيونال فوتبول تيمز (الإنجليزية)
- كابا دياوارا على موقع Soccerbase.com (لاعب) (الإنجليزية)
- كابا دياوارا على موقع عالم كرة القدم.نت (الإنجليزية)